# Edifici d'habitatges a la rambla General Vives, 1-3 (Igualada)
L'Edifici d'habitatges a la rambla General Vives, 1-3 és una obra modernista d'Igualada (Anoia) protegida com a Bé Cultural d'Interès Local.

## Descripció
Arranjament de façana d'estil modernista. Està decorada amb esgrafiats que omplen els espais entre els balcons. És un esgrafiat floral de composició simètrica basada en el tema dels lliris. Les flors són pintades de color de foc i els fons és clar (al revés dels esgrafiats tradicionals catalans). També destaquen les portes d'entrada i el sostre de l'entrada amb decoració floral. L'acabament de façana es trenca amb una barana balustrada de falsa pedra també de tema florals. És de planta baixa i dos pisos.

## Història
El propietari i promotor de l'obra va ser Llorens Farrer.